# Bergman (Mondkrater)
Bergman ist ein kleiner Einschlagkrater auf der Rückseite des Mondes. Er liegt auf dem Kraterboden der Wallebene Mendeleev und ist dort mit dem nordwestlichen Innenrand der Kraterwandung verbunden. Südlich berührt der Moissan-Krater ebenfalls die Kraterwandung, während sich in nordöstlicher Richtung die Krater Richards und Fischer zum Inneren von Mendeleev hin orientieren.
Der Krater ist im Wesentlichen schüsselförmig mit einem annähernd kreisförmigen Rand. Der westliche Teil des Kraterinneren ist von einer Geröllhalde bedeckt, so dass nur auf der Ostseite ein schmaler ebener Kraterboden verbleibt.